# 聖誕節之歌
《聖誕節之歌》（英語：The Christmas Song）是由梅爾·托美與羅伯特·威爾斯兩名美國作曲家在1945年創作的歌曲，另俗稱為《在爐火上烤著栗子》（Chestnuts Roasting on an Open Fire）或《祝你聖誕快樂》（Merry Christmas to You）。此歌曲由爵士歌手納金高演唱後獲得迴響，成為在聖誕節期間常播放的應景歌曲之一。

## 創作背景
在1945年夏季某一天，梅爾·托美跑去找他的音樂創作夥伴羅伯特·威爾斯。當時一進入威爾斯家中雖沒看到對方，不過有看到威爾斯的筆記上寫著一首內容為「在爐火上烤著栗子，冰霜傑克咬著你的鼻子，唱詩班唱著聖誕曲子，大家穿著像愛斯基摩人的樣子。」（chestnuts roasting on an open fire, Jack Frost nipping at your nose, yuletide carols being sung by a choir, and folks dressed up like Eskimos.）的詩。
之後威爾斯出現在梅爾面前，對梅爾表示著因為天氣炎熱，他除了去泳池裡泡水和喝冷飲之外，還寫了這首詩看能不能讓自己心情涼快些。梅爾覺得這首隨興的詩很有意思，便用了40多分鐘，和對方完成了這首歌曲。
梅爾和威爾斯將成品交給Van Heusen發行公司時，對方認為這種一年才唱一次的歌曲沒有熱賣的機會而拒絕。之後梅爾和威爾斯改讓爵士歌手納金高演唱這首歌，後續成功獲得到大眾的迴響。

## 翻唱
納金高在1946年首次發表這首歌後，有在1961年重新翻唱，其中1961的版本最被廣為流傳。
除了納金高外，巴布·狄倫、木匠兄妹、扭曲姊妹等歌手或樂團都有翻唱過這首歌
。

## 社會反應
一篇美國媒體公司Edison Media Research文章中提及到，在2004年的調查中，《聖誕節之歌》是年齡範圍從30至49歲女性最喜愛的聖誕歌曲之一。另外2012年英國廣播公司第四台的《The Richest Songs in the World》節目上，指出《聖誕節之歌》是世界上版權收入最多的前十名歌曲。
納金高在1961年的《聖誕節之歌》翻唱版本，有在1974被選為葛萊美獎名人堂。也在2022年被收錄為美國國家錄音保護局的典藏作品之一。

## 備註
1. ↑  另有資料指出是在1944年創作的說法。